# 13. Division (Deutsches Kaiserreich)
Die 13. Division, für die Dauer des mobilen Verhältnisses auch als 13. Infanterie-Division bezeichnet, war ein Großverband der Preußischen Armee.

## Gliederung
Das Kommando stand in Münster und die Division war Teil des VII. Armee-Korps.

### Deutsch-Französischer Krieg
- 25. Infanterie-Brigade
  - Infanterie-Regiment Nr. 13
  - Füsilier-Regiment Nr. 73
- 26. Infanterie-Brigade
  - Infanterie-Regiment Nr. 15
  - Infanterie-Regiment Nr. 55
- Westfälisches Jäger-Bataillon Nr. 7
- 1. Westfälisches Husaren-Regiment Nr. 8
- 3. Fußabteilung/Westfälisches Fußartillerie-Regiment Nr. 7
- zwei Kompanien/Pionier-Bataillons Nr. 7

### Friedensgliederung 1914
- 25. Infanterie-Brigade in Münster
  - Infanterie-Regiment „Herwarth von Bittenfeld“ (1. Westfälisches) Nr. 13 in Münster
  - 7. Lothringisches Infanterie-Regiment Nr. 158 in Paderborn und Senne
- 26. Infanterie-Brigade in Minden
  - Infanterie-Regiment „Prinz Friedrich der Niederlande“ (2. Westfälisches) Nr. 15 in Minden
  - Infanterie-Regiment „Graf Bülow von Dennewitz“ (6. Westfälisches) Nr. 55 in Detmold, Höxter und Bielefeld
- 13. Kavallerie-Brigade in Münster
  - Kürassier-Regiment „von Driesen“ (Westfälisches) Nr. 4 in Münster
  - Husaren-Regiment „Kaiser Nikolaus II. von Russland“ (1. Westfälisches) Nr. 8 in Schloß Neuhaus und Paderborn
- 13. Feldartillerie-Brigade in Münster
  - 2. Westfälisches Feldartillerie-Regiment Nr. 22 in Münster
  - Mindensches Feldartillerie-Regiment Nr. 58 in Minden
- Landwehr-Inspektion Dortmund

### Kriegsgliederung bei Mobilmachung 1914
- 25. Infanterie-Brigade
  - Infanterie-Regiment „Herwarth von Bittenfeld“ (1. Westfälisches) Nr. 13
  - 7. Lothringisches Infanterie-Regiment Nr. 158
- 26. Infanterie-Brigade
  - Infanterie-Regiment „Prinz Friedrich der Niederlande“ (2. Westfälisches) Nr. 15
  - Infanterie-Regiment „Graf Bülow von Dennewitz“ (6. Westfälisches) Nr. 55
  - Westfälisches Jäger-Bataillon Nr. 7
- Stab und 3. Eskadron/Ulanen-Regiment „Hennigs von Treffenfeld“ (Altmärkisches) Nr. 16
- 13. Feldartillerie-Brigade
  - 2. Westfälisches Feldartillerie-Regiment Nr. 22
  - Mindensches Feldartillerie-Regiment Nr. 58
- Pionier-Bataillon Nr. 7

### Kriegsgliederung vom 8. März 1918
- 26. Infanterie-Brigade
  - Infanterie-Regiment „Herwarth von Bittenfeld“ (1. Westfälisches) Nr. 13
  - Infanterie-Regiment „Prinz Friedrich der Niederlande“ (2. Westfälisches) Nr. 15
  - Infanterie-Regiment „Graf Bülow von Dennewitz“ (6. Westfälisches) Nr. 55
  - MG-Scharfschützen-Abteilung Nr. 22
  - 3. Eskadron/Ulanen-Regiment „Hennigs von Treffenfeld“ (Altmärkisches) Nr. 16
- Artillerie-Kommandeur Nr. 13
  - Mindensches Feldartillerie-Regiment Nr. 58
  - Fußartillerie-Bataillon Nr. 157
- Pionier-Bataillon Nr. 7
- Divisions-Nachrichten-Kommandeur Nr. 13

## Geschichte
Der Großverband wurde ursprünglich 1815 als Truppenbrigade in Münster gebildet und durch A.K.O. vom 5. November 1816 neu geordnet. Das 1. Westfälische, bis dahin 13. Infanterie-Regiment, bildete zusammen mit dem 2. Westfälischen, bis dahin 15. Infanterie-Regiment, die Infanteriebrigade. Zusammen mit der Kavalleriebrigade, bestehend aus dem 2. Dragoner-Regiment (Westfälisches) und dem 11. Husaren-Regiment (2. Westfälisches), bildete es die von Generalmajor Hans von Luck befehligte Truppenbrigade. Sie unterstand dem Generalkommando in Westfalen. Dieses befand sich in Münster und wurde von Generalleutnant Johann Adolf von Thielmann kommandiert. Am 5. September 1818 wurde die Truppenbrigade zur 13. Division formiert.
Nach dem Deutschen Krieg trat am 2. Oktober 1866 in der 25. Infanterie-Brigade an die Stelle des 5. Westfälischen Infanterie-Regiments Nr. 53 das neu gebildete Infanterie-Regiment Nr. 73 (Füsilierregiment) mit Garnison in Münster und Coesfeld, später in Paderborn.
Im Zuge der Heeresvermehrung wurde die Friedensstärke zum 1. April 1881 erhöht. Beim VII. Armee-Korps wurde das Infanterie-Regiment Nr. 131 mit Garnisonen in Paderborn, Lippstadt und Höxter aufgestellt und der 26. Infanterie-Brigade zugeteilt. Im Jahre 1887 kam dasselbe nach Metz.
Im Jahre 1892 wurde vom VII. Armee-Korps der Truppenübungsplatz Senne bei Paderborn für gefechtsmäßigen Schießübungen und Exerzieren in größeren Verbänden erworben. Der erste Verband, der dort übte, war die 26. Infanterie-Brigade.

### Deutscher Krieg
Im Deutschen Krieg 1866 stand die Division unter dem Kommando des Generalleutnants von Goeben, der im vorhergehenden Krieg die 26. Infanterie-Brigade kommandiert hatte, und rückte in das Königreich Hannover ein. Nachdem sich die Division Goeben mit der in den Elb-Herzogtümern formierten Division des Generals von Manteuffel im unverteidigten Hannover vereinigt hatte, wurde die Verfolgung des Gegners fortgesetzt. König Georg V. von Hannover hatte seine Streitkräfte bereits am 15. Juni in Göttingen versammelt. Um sich mit den aus Süden kommenden Bayern zu vereinigen, wurde am 21. auch Göttingen verlassen und am 22. von der Division erreicht. Nach der Kapitulation der Hannoveraner am 29. Juni wurde die Division „Goeben“ Teil der Mainarmee.
Bei den am 4. Juli gelieferten Gefechten von Dermbach kämpfte die östlich des Fuldatals vorgehende Division „Goeben“ mit der Brigade „Kummer“ (Infanterie-Regiment Nr. 13 und 53) bei Zella gegen die bayrische Division „Zoller“. Der zwischen Wiesenthal-Roßdorf kämpfenden bayerischen Division „Hartmann“ wurde dabei Wiesenthal durch die vorgehende Brigade „Wrangel“ (Infanterie-Regiment Nr. 15. und 55) entrissen. Der Kommandierende General Vogel von Falckenstein wandte sich jetzt gegen das VII. Bundeskorps der Bayern und sandte die Division „Goeben“ nach Kissingen, um von dort weiter nach Schweinfurt vorzugehen. Bei einem Scharmützel bei Waldfenster verrieten Gefangene, dass sich das bayrische Korps noch in Kissingen befände, die Division „Manteuffel“ wurde daher der Goeben’schen sofort als Verstärkung hinterhergeschickt. In der Schlacht bei Kissingen wurden die Bayern am 10. Juli geschlagen und die Division „Goeben“ konnte Kissingen besetzen.
Als General von Falckenstein am 11. Juli aus dem Hauptquartier die Nachricht erreichte, dass für die voraussichtlichen Waffenstillstandsverhandlungen die Besetzung der Länder nördlich des Mains wichtig wäre, ordnete er einen sofortigen Rechtsabmarsch der Mainarmee in Richtung Frankfurt an. Da seine beiden anderen Divisionen morgens ihren Vormarsch auf Schweinfurt fortgesetzt hatten, bildete jetzt die Division „Goeben“ die Avantgarde. Als die Brigade „Wrangel“ in Laufach ankam, ließ deren General dort Biwak beziehen. Als die Vorposten der Brigade jedoch den Anmarsch „beträchtlicher“ feindlicher Truppen meldeten, begann am 13. Juli das Gefecht bei Frohnhofen mit der Großherzoglich Hessischen Division unter dem Befehl des Generals Frey. Sein Vorgesetzter General Perglas hatte ihm den Angriff befohlen sowie zu seiner Unterstützung die Nachsendung einer zweiten Brigade avisiert.
Beim Beginn des überraschenden Angriffs lösten die in Wendelstein (Laufach) verbliebenen Füsiliere des Infanterie-Regiments Nr. 15 gerade die des Infanterie-Regiments Nr. 55 am Westrand Frohnhofens ab und der Angriff der Brigade „Frey“ wurde abgeschlagen. Eine halbe Stunde später ging die eingetroffene 2. Hessische Brigade unter General von Stockhausen gegen das Dorf vor. Die Brigade „Wrangel“ hatte derweil die beiden anderen Bataillone des Infanterie-Regiments Nr. 15 von ihrem Lager hinter die Flügel der Vorpostenstellung vorgeschoben und konnte alle weiteren Angriffe abschlagen.
Das bei Wendelstein als Reserve aufgestellte Infanterie-Regiment Nr. 55 ging zum Gegenangriff über und trieb den Feind aus der Stadt. Bei hereinbrechender Dunkelheit nahm General Wrangel aufgrund seiner ermüdeten Truppen von einer Verfolgung des sich nach Aschaffenburg zurückziehenden Feindes Abstand. Die Division nahm am 14. Juli die Verfolgung in zwei Kolonnen, links und rechts des Mains, auf.
In dem Gefecht um Aschaffenburg besetzte die Division Aschaffenburg.
In Frankfurt war die Mainarmee verstärkt worden. So wurde sie u. a. durch die „Oldenburgisch-Hanseatische Brigade“ unter Generalmajor Weltzien, welche der 13. Division angegliedert wurde, verstärkt. Zu Beginn des Tages der Gefechte bei Tauberbischofsheim am 24. Juli beschloss Goeben, sich in den Besitz der Übergänge über die Tauber, am anderen Ufer war die VIII. Bundeskorps, zu setzen. Die hierdurch am Nachmittag stattfindenden Kämpfe sollten von großer Bedeutung für den Ausgang des Feldzuges werden.
Die Brigade „Wrangel“ ging gegen Bischofsheim und die Brigade „Weltzien“, mit Goeben, gegen die flussabwärts gelegenen Orte Hochhausen bis Werbach vor. Das Gros, Brigade „Kummer“ und Reservebrigade „Tresckow“, folgten hinter der Front der Brigade „Weltzien“. Am Vormittag des 25. Juli setzte die Mainarmee den Vormarsch nach Würzburg in drei Kolonnen fort. Die Division „Goeben“ brach aus Bischofsheim in Richtung Würzburg auf. Während die Brigade „Kummer“ auf der großen Straße marschierte, sicherte die Brigade „Wrangel“ von der rechten Flanke aus. Als bei Paimar heftiges Geschützfeuer vernommen wurde, befahl Goeben die Brigade „Kummer“ nach Gerchsheim. Hierhin hatte sich das VIII. Bundeskorps zurückgezogen. Auf Widerstand gestoßen, wandte sich die Brigade nach Schönfeld, um den Gegner von dort aus am Abend in der Flanke anzugreifen. Bei dem Gefecht bei Gerchsheim war das Bundeskorps genötigt, den Flankenangriff auf seinem linken Flügel abzuwehren, und der Brigade „Kummer“ bot sich so die Möglichkeit, Gerchsheim zu besetzen.
Beim Artilleriebeschuss der Festung Marienberg oberhalb Würzburgs war die Mainarmee am Fuße des Bergs wieder vollständig versammelt. Nach Beendigung des Beschusses wurden am Ende des Tages Vorposten postiert. Es wurde darauf eine bis zum 2. August andauernde Waffenruhe geschlossen. Am 22. August 1866 folgte der Friedensschluss mit den Bayern.

### Deutsch-Französischer Krieg
Zu Beginn des Krieges gegen Frankreich diente der Bahnhof Kall als Sammelpunkt der Divisionstruppen, und deren Kommandeur, Generalleutnant Glümer, ließ sich sämtliche Offiziere vorstellen. Als die Division versammelt war, marschierte sie zum Sammelpunkt der 1. Armee in Richtung Trier. Nachdem jedoch bekannt wurde, dass das französische IV. Korps unter Paul de Ladmirault nach Süden abmarschiert wäre und sich der Feind bei Saarbrücken sammele, wurde die Marschrichtung dahingehend geändert. Am Abend des 6. August 1870 erreichte ein Adjutant des Generalkommandos die Division. Die 14. Division stände bei Spichern im Gefecht und benötige Hilfe. Auf deren Weg dorthin wurde jedoch, da das Gefecht augenscheinlich beendet war, der Marsch abgebrochen. Lediglich die Avantgarde der Division hatte noch in die Schlacht eingreifen können.
Am Morgen des 14. August deuteten Erkundungen darauf hin, dass sich die französische Armee im Abmarsch auf Metz befände. Der Kommandeur der 26. Infanterie-Brigade, Generalmajor Goltz – Kommandeur der Avantgarde des VII. Armee-Korps – fühlte sich dieser im Zusammenhang mit den Meldungen seiner Vorposten hinreichend orientiert, um die von den Franzosen beabsichtigte Rückwärtsbewegung zu stören. Er informierte sowohl beide Divisionen des VII. Armee-Korps als auch das I. Armee-Korps, um sich deren Unterstützung im Falle feindlicher Übermacht sicher zu sein, und brach auf.
Nach etwa einstündigem Gefecht wurde die Situation für die 26. Infanterie-Brigade kritisch, als eine leichte Batterie des I. Armee-Korps eintraf und südwestlich Montoys in Stellung ging. Zwei von der 2. Division vorausgesandte Batterien fuhren kurz darauf zwischen Montoy und Noisseville auf. Als General Zastrow auf dem Kampfplatz eintraf, sandte er umgehend die 28. Infanterie-Brigade zum Angriff links der 26. Infanterie-Brigade nach. Als die 25. Infanterie-Brigade unter General Osten-Sacken auf dem linken Flügel eingriff, wendete sich die kritische Lage. Beim zweiten Versuch drängen sie den Feind nach Borny und Bellecroix, heute beides Kommunen von Metz, zurück. Die Verluste der 13. Division betrugen dabei 94 Offiziere und 1815 Mann.
Auf Anordnungen des Prinzen Friedrich Karl, Befehlshaber der 2. Armee, vom Abend des 19. August verlegte das VII. Armee-Korps sein Hauptquartier nach Ars. General Zastrow teilte für die Einschließung von Metz der 13. Division die Verteidigung des linken Moselufers zu. Der linke Flügel der 26. Infanterie-Brigade schloss bei Rozérieulles an das VIII. Armee-Korps. Als Marschall Bazaine am 31. August in der Schlacht bei Noisseville einen Ausbruchsversuch durchführte, wurde zuerst die 25. Infanterie-Brigade nebst Korpsartillerie und wenig später auch die 26. Infanterie-Brigade für die Verstärkung der Deutschen entsendet. Als sich die 26. Infanterie-Brigade am 2. September in Bewegung setzte, erhielt sie bereits in Coin-lès-Cuvry den Befehl zur Umkehr.
Nach dem Sieg von Sedan und der Gefangennahme des Kaisers und der Mac Mahon’schen Armee war nach Ansicht des Prinzen kein weiterer Durchbruchsversuch nach Norden zu erwarten. Er verlegte den im Westen gelegenen Schwerpunkt nach Süden. Die 26. Infanterie-Brigade wurde in die Nähe des Fort Queuleu verlegt.
Es ist belegt, dass sich am 20. September die 26. Infanterie-Brigade in Begleitung des westfälischen Dichters Emil Rittershaus zu einem Gelage im Park von Mercy-le-Haut begab. Bei diesem erdachte der Dichter ein mehrstrophiges Gedicht über die Brigade „Goltz“, welches unter anderem in den Geschichten der zugehörigen Regimenter seinen Niederschlag fand.
Nach Beendigung der Belagerung verließen die geschlagenen Franzosen am 29. Oktober Metz, die 26. Infanterie-Brigade verblieb gefechtsbereit an der Ostseite von Grigy (heute Teil von Metz) an der Straße nach Ars-Laquenexy (heute: D999), um deren Vorbeimarsch abzunehmen, bevor sie die Stadt besetzte. Vorläufig wurde Generalleutnant Kummer zum Kommandanten der Festung und die 26. Infanterie-Brigade zu deren Besatzung bestimmt. Kurz darauf traten an deren Stelle Generalleutnant Löwenfeld als Gouverneur, Oberst Brandenstein zum Kommandanten von Metz. Graf Henckel von Donnersmarck wurde Zivilgouverneur.
Nach der Einnahme der Festung Diedenhofen durch die 14. Division folgte die Brigade dem Belagerungskorps nach.
Nachdem die Division als Teil des Korps am 29. November dem Hauptquartier des Königs unterstellt und in Richtung Châtillon-sur-Seine in Marsch gesetzt wurde, wurde ihr das in Schlesien neu gebildete 5. Reserve-Ulanenregiment als zweites Kavallerieregiment zugeteilt.

### Erster Weltkrieg
Die Division stand zu Beginn des Ersten Weltkrieges im Verband des VII. Armee-Korps und nahm an der Belagerung von Lüttich teil. Am 10. August übernahm sie mit dem zugeteilten II. Bataillon Pionier-Regiments 24 an der nördlichen Einschließungsstellung die Orte an der Chaussee Berviers—Lüttich, die 14. Division und die 43. Infanterie-Brigade gingen südlich des Besder-Tales in Stellung. Weil die 11. Infanterie-Brigade herausgelöst wurde und nach Lüttich zurückmarschierte, übernahm die 13. Division am 14. August deren Abschnitt an der Straße Lüttich— Montfort und Maas-Oberstrom. Nach dem Fall der letzten Forts nahm die 13. Division ihren Vormarsch wieder auf, als rechter Flügel des VII. Armeekorps rückte sie am 22. von Nivelles auf Binche vor. Am 23. August 1914 erhielt die Division in der Schlacht bei Namur ihre eigentliche Feuertaufe. Während die 14. Division bei Thuin den Übergang über die Sambre versuchte, deckte die 13. Division im Raum nördlich von Binche die rechte Flanke und hielt Verbindung zum IX. Armee-Korps der 1. Armee. Der rechte Flügel der Division lief am 24. August durch die Artillerie der Festung Maubeuge an der Linie Solre-nördlich Montignies-St. Christophe fest. Eine Brigade der 13. Division wurde dem zur Belagerung von Maubeuge beauftragten VII. Reserve-Korps unterstellt.

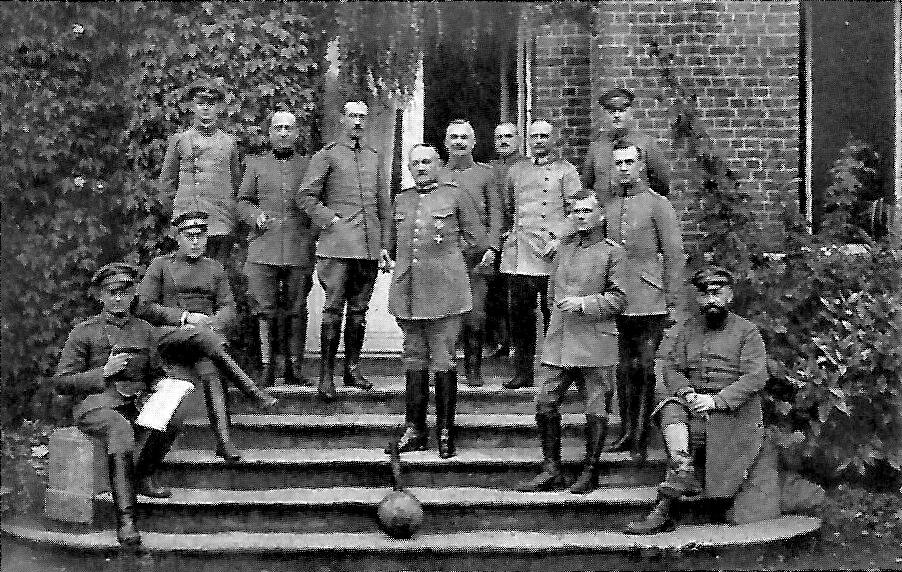
Generalstab der Division vor dem Schloß in Marquillies, in der Mitte Generalleutnant von dem Borne

Nach der Teilnahme an der Schlacht an der Aisne (Raum Berry-au-Bac) kämpfte die 13. Division beim sogenannten Wettlaufs zum Meer im Raum nördlich von Arras bei Ablain. Während die 25. Brigade bereits Mitte Oktober zusammen mit der 14. Division in der Schlacht von La Bassée kämpfte, befand sich die Masse der 13. Division noch zur Unterstützung der 5. bayerischen Reserve-Division im Raum Souchez. Anfang November 1914 wurde die Division nach Neuve-Chapelle gegenüber dem Indischen Korps verlegt. Nach der Schlacht um Łódź fand am 18. Dezember zur Entlastung der Ostfront ein Entlastungsangriff bei Givenchy an der Westfront statt. 
Am 24. Dezember wurde nach Einbruch der Dunkelheit jegliche Gefechtstätigkeit eingestellt. Der bis zum 2. Januar des Folgejahres andauernde Weihnachtsfrieden begann. Eine gemeinsame Bestattung der Toten in einem Massengrab fand während dieser Zeit statt. Die Zeremonie wurde von einem englischen Geistlichen und einen in den Reihen des Infanterieregiments Nr. 15 kämpfenden Seminaristen abgehalten.
Am 3. März 1915 musste die 13. Division das Infanterie-Regiment Nr. 158 abgeben. In Folge der Umformung aller Divisionen zu je drei Infanterie-Regimentern wurde es in eine andere Division eingegliedert. In der folgenden Schlacht von Neuve-Chapelle ab 10. März stand sie der englischen 7. Division gegenüber. Die 13. Division kämpfte im Mai 1915 in der Lorettoschlacht und geriet dort in verlustreiches Trommelfeuer der Franzosen. In der Herbstschlacht machte die Division am 25. September die erste Bekanntschaft mit einem Gasangriff. In Annœullin fand am 5. November 1915 eine Parade vor dem Kronprinzen Rupprecht statt, an der Abordnungen der an den letzten Kämpfen beteiligten Truppen teilnahmen. Mitte Februar 1916 wurde während der Nacht bemerkt, dass, was zu jener Zeit etwas Neues war, Flieger das Regiment überflogen. Die A.K.O. gab am 25. bekannt, dass in jener Nacht 550 kg an Sprengstoffen auf Amiens, Hazebrouck und andere Städte abgeworfen wurden. Das nächtliche Fliegen zum Zweck des Bombenabwurfes, was als eine weitere Etappe in den Fortschritten des Fliegerwesens bezeichnet wurde, nahm hier seinen Anfang.
Nach zwei Monaten der Ausbildung wurde die 13. Division am 3. Juni 1916 während der Schlacht um Verdun auf den „Toten Mann“ mit Sicht auf die „Höhe 304“ auf das westliche Maasufer verlegt. Die anfängliche dortige Besetzung mit vier Divisionen sank im Laufe der Zeit auf zwei. Anfang September wurde die Division in der Schlacht an der Somme in die Nähe Clérys verlegt. Kurz danach wurde sie zurückverlegt, diesmal auf die „Höhe 304“. Der Kronprinz, Oberbefehlshaber der 5. Armee, nahm am 20. Oktober 1916 vor dem im Park von Charmois bei Mouzay eine Parade von Truppenabordnungen des VII. Armee-Korps ab. Mit der Parade und den anschließend verliehenen Auszeichnungen würdigte er deren Leistungen in der Somme-Schlacht und vor Verdun.
Bereits im Dezember 1916 wurden vom Generalkommando Pläne erwogen, den erreichten Einblick hinter die französischen Linien von der „Höhe 304“ zu erweitern. Da jenes Unternehmen unter der Leitung der 13. Division eine größere Ausdehnung hatte, zerfiel das Unternehmen des 25. Januars 1917, gemäß der Anzahl der Regimenter, in drei Teilunternehmen („Minden“, „Block“ und „Groos“). „Minden“ und „Block“ eroberten die vorderste Linie der Franzosen, während „Groos“ danach den entstandenen Freiraum zwischen den Teilunternehmen besetzte.
Die Artillerie der Division verwendete am 18. März 1917 erstmals Grünkreuz. Kurze Zeit später hatte die Division mit dem Unternehmen „Blücher“ jene Stellungen zurückerobert, aus denen das Heer im April 1916 zurückgedrängt wurde. Die Division verließ am 16. Mai 1917 seine Stellung. Nach einer Zeit der Rekonvaleszenz bezog die Division neue Stellungen an der Aisne-Front am Chemin des Dames. Die neue Stellung reichte rechts bis ins Tal der Ailette. Auf der feindlichen Seite des Flusses befand sich oberhalb des steilen Bergrückens der Rand des sogenannten Cerny-Kessels. Der Bergrücken, der an die Franzosen verloren gegangen war, stellte eine bedenkliche „Schwäche“ der deutschen Front dar.
Im August 1917 wurde die Division in der Siegfriedstellung Teil der Gruppe „Crépy“ (Gen. Kdo. VIII. Res.K.) im Wald St. Gobains, bevor sie im Oktober wieder an den Chemin des Dames zurückkehrte. Dieses Mal wurde sie an der Laffaux-Ecke eingesetzt.
In der Schlacht bei Malmaison erlitt die Division am 23. Oktober 1917 so große Verluste, dass sie am gleichen Tag aus dem Verband der 7. Armee ausschied und in das Etappengebiet der 3. Armee verlegt wurde. Dort wurde sie mit von der Ostfront kommenden Ersatz aufgefüllt. Am 13. November paradierten dann Truppen von ihr auf dem Platz „d’Alsace-Lorraine“ in Sedan vor dem Kronprinzen.
Die 13. Division kam am 16. November 1917 im Wald von Malancourt wieder an die Front. Der „Tote Mann“ und die „Höhe 304“ waren zwar in Sichtweite, aber inzwischen bereits in französische Hand zurückgefallen. Eine weitere Parade, an der Abordnungen der Division teilnahmen, fand am 21. Dezember 1917 bei Dun vor dem Kaiser statt.

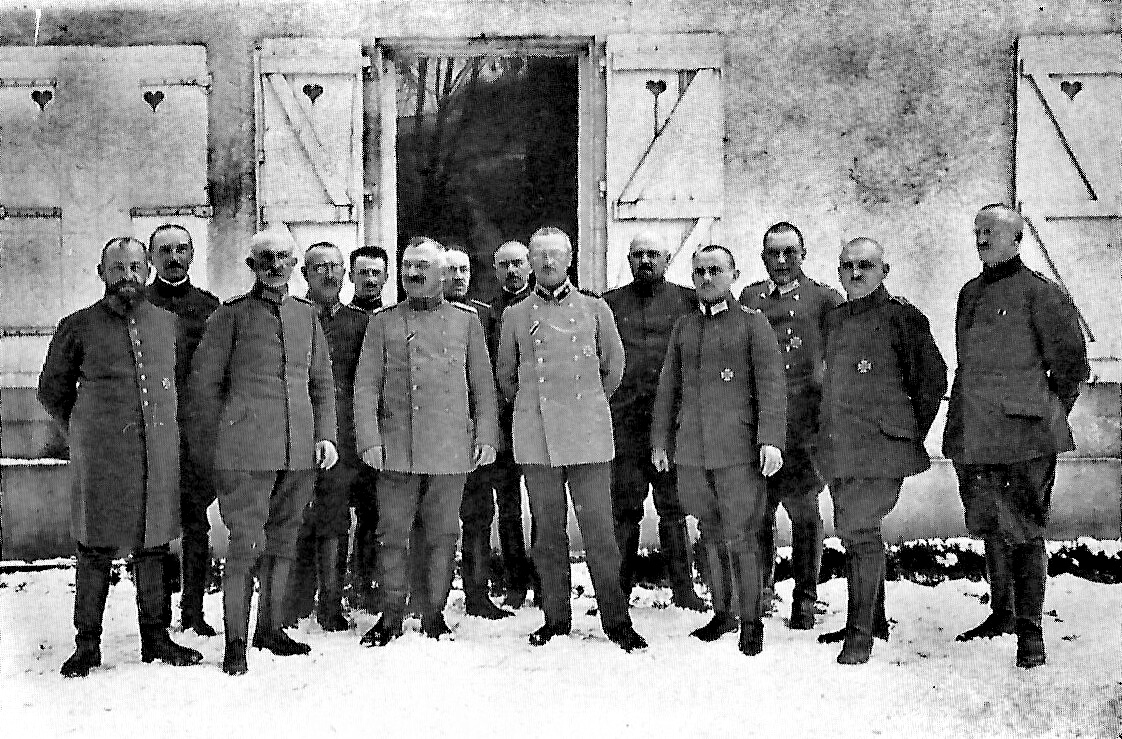
Divisionsstab im Frühjahr 1918. Generalmajor von Borries (Mitte)

Im Februar 1918 wurde die Division zuerst in Arlon, danach in Valenciennes für die Große Schlacht von Frankreich ausgebildet. In der Operation Michael folgte die Division im Verband des XXIII. Reserve-Korps zunächst der 18. Infanterie-Division. Beim anfänglichen Vormarsch der 2. Armee, sollte die Division fast nur in der zweiten Linie verbleiben. Am 23. März gelangte sie aber kurzzeitig in die vorderste Linie, da ein Divisionsbefehl sie westlich von Templeux-la-Fosse – in das ehemalige Gebiet der Somme-Schlacht – entsandte. Am 25. März trat an die Stelle der 18. die 199. Infanterie-Division. Nach etwa fünfzig Kilometern kam die Offensive an der Ancre zum Stehen.
Dem Generalkommando 51 zugeteilt, wurde die 13. Division am 19. April südlich von Castel an die Avre verlegt. In der Schlacht von Hamel wurde sie von den Australiern zurückgedrängt. Am sogenannten Schwarzen Tag des deutschen Heeres am 8. August 1918 wurde die Division durch den Angriff des australischen Korps während der Schlacht bei Amiens nahezu vernichtet. Am Abend des Tages war die Artillerie der Division zerstört und von der Infanterie stand nur noch das Ruhebataillon zur Verfügung. Aus den verbleibenden 29 Fahrzeugen der drei Regimenter wurde eine Artillerie-Munitions-Kolonne gebildet.
Während der Maas-Argonnen-Offensive wurde die Division wieder in den Abschnitt ihrer Winterquartiere aus dem Jahr 1917, Maasgruppe West, verlegt. Ihr gegenüber stand ein neuer Gegner, die Amerikaner. Um österreichische Truppenteile, die in ihre Heimat zurückkehrten, abzulösen, war die 13. Division am 31. Oktober auf die andere Seite der Maas befohlen wurden. Bei ihrer Rückkehr am Folgetag wurde sie auf Lastkraftwagen verladen und abtransportiert.
Nach dem Inkrafttreten des Waffenstillstands am 11. November trat die Division über Arlon, durch das Großherzogtum Luxemburg seinen Rückmarsch an. Bei Echternach wurde die deutsche Grenze am 21. November erreicht, der Rhein wurde bei Bingen überquert, um die Regimenter am 5. Dezember von Rüdesheim aus heimgefahren zu werden.

#### Gefechtskalender

##### 1914
- 09. bis 16. August – Eroberung von Lüttich
- 21. August – Gefecht bei Obaix
- 22. August – Gefecht bei Péronnes-Mont Ste. Adelgonde
- 23. bis 24. August – Schlacht bei Namur
- 25. August bis 7. September – Belagerung und Einnahme von Maubeuge (Teile der Division)
- 29. bis 30. August – Schlacht bei St. Quentin
- 04. September – Gefecht bei Montmançon
- 06. bis 9. September – Schlacht am Petit Morin
- 12. September bis 4. Oktober – Kämpfe bei Reims
- 05. bis 13. Oktober – Schlacht bei Arras
- 13. Oktober bis 13. Dezember – Stellungskämpfe in Flandern und Artois
  - 15. bis 28. Oktober – Schlacht bei Lille
  - 31. Oktober bis 11. November – Gefechte um die Loretto-Kapelle bei Ablain
- 14. bis 24. Dezember – Dezemberschlacht in Französisch-Flandern
- ab 25. Dezember – Stellungskämpfe in Flandern und Artois

##### 1915
- 25. Januar – Gefecht bei Givenchy-les-La Bassee
- 10. bis 13. März – Schlacht von Neuve-Chapelle
- bis 8. Mai – Stellungskämpfe in Flandern und Artois
- 09. Mai bis 23. Juli – Schlacht bei La-Bassée und Arras
- 24. Juli bis 24. September – Stellungskämpfe in Flandern und Artois
- 25. September bis 13. Oktober – Herbstschlacht bei La Bassée und Arras
- ab 14. Oktober – Stellungskämpfe in Flandern und Artois

##### 1916
- bis 27. März – Stellungskämpfe in Flandern und Artois
- 27. März bis 4. Juni – Reserve der OHL bei Tournai
- 05. Juni bis 8. September – Schlacht um Verdun
  - 15. bis 18. Juni – Kämpfe am Toten Mann
- 09. bis 22. September – Schlacht an der Somme
- ab 23. September – Stellungskämpfe vor Verdun
  - 6. Dezember – Kämpfe auf Höhe 304
  - 28. Dezember – Kämpfe auf dem Toten Mann

##### 1917
- bis 10. Mai – Stellungskämpfe vor Verdun
- 10. bis 27. Mai – Doppelschlacht Aisne-Champagne
- 28. Mai bis 23. Oktober – Stellungskämpfe am Chemin des Dames
- 24. bis 26. Oktober – Nachhutkämpfe an und südlich der Ailette
- 26. Oktober bis 20. November – Reserve der Heeresgruppe Deutscher Kronprinz
- ab 20. November – Stellungskämpfe vor Verdun

##### 1918
- bis 5. Februar – Stellungskämpfe vor Verdun
- 05. Februar bis 20. März – Reserve der OHL
- 21. März bis 6. April – Große Schlacht in Frankreich
- 07. April bis 7. August – Kämpfe an der Ancre, Somme und Avre
- 08. bis 20. August – Abwehrschlacht zwischen Somme und Avre
- 22. August bis 2. September – Schlacht Albert-Péronne
- 09. bis 28. September – Stellungskämpfe in Lothringen und in den Vogesen
- 29. September bis 9. Oktober – Abwehrschlacht in der Champagne und an der Maas
- 10. bis 12. Oktober – Kämpfe vor der Hunding- und Brunhildfront
- 13. bis 31. Oktober – Abwehrkämpfe zwischen Argonnen und Maas
- 01. bis 4. November – Kämpfe zwischen Aisne und Maas
- 05. bis 11. November – Abwehrschlacht in der Champagne und an der Maas
- ab 12. November – Räumung des besetzten Gebietes und Marsch in die Heimat

## Kommandeure
| Dienstgrad                   | Name                           | Datum                                                                |
| ---------------------------- | ------------------------------ | -------------------------------------------------------------------- |
| Generalmajor                 | Hans von Luck und Witten       | 24. September 1815 bis 12. November 1834                             |
| Generalmajor                 | Friedrich von Wrangel          | 13. November 1834 bis 18. November 1839                              |
| Generalmajor                 | Karl von Monsterberg           | 29. November 1839 bis 9. September 1840 (mit der Führung beauftragt) |
| Generalmajor/Generalleutnant | Karl von Monsterberg           | 10. September 1840 bis 18. März 1844                                 |
| Generalmajor/Generalleutnant | Wilhelm von Tietzen und Hennig | 30. März 1844 bis 3. November 1851                                   |
| Generalmajor/Generalleutnant | Georg Brunsig von Brun         | 04. November 1851 bis 1. April 1857                                  |
| Generalleutnant              | Gustav Adolf von Schlemüller   | 02. April 1857 bis 28. Mai 1858                                      |
| Generalleutnant              | Louis von Mutius               | 29. Mai 1858 bis 18. November 1859                                   |
| Generalmajor                 | Friedrich von Monts            | 19. November 1859 bis 19. Januar 1860                                |
| Generalleutnant              | Adolph von Wintzingerode       | 01. Juli 1860 bis 12. Mai 1865                                       |
| Generalleutnant              | August Karl von Goeben         | 13. Mai 1865 bis 17. Juli 1870                                       |
| Generalleutnant              | Adolf von Glümer               | 18. Juli 1870 bis 30. September 1870                                 |
| Generalleutnant              | Ludwig von Bothmer             | Oktober 1870 bis 29. März 1873                                       |
| Generalmajor/Generalleutnant | Albert von Trossel             | 23. Mai bis 24. November 1873 (mit der Führung beauftragt)           |
| Generalleutnant              | Albert von Trossel             | 25. November 1873 bis 12. September 1875                             |
| Generalleutnant              | Oskar Stein von Kaminski       | 24. September 1875 bis 21. Dezember 1877                             |
| Generalleutnant              | Kuno von der Goltz             | 22. Dezember 1877 bis 21. März 1880                                  |
| Generalleutnant              | Barnim von Zeuner              | 22. März 1880 bis 13. April 1883                                     |
| Generalleutnant              | Oskar von Nachtigal            | 17. April 1883 bis 7. Oktober 1887                                   |
| Generalleutnant              | Hans Alfred von Kretschmann    | 15. November 1887 bis 14. März 1890                                  |
| Generalleutnant              | Richard von Westernhagen       | 15. März 1890 bis 26. Januar 1893                                    |
| Generalmajor                 | August von Bomsdorff           | 27. Januar bis 17. April 1893 (mit der Führung beauftragt)           |
| Generalleutnant              | August von Bomsdorff           | 18. April bis 10. Juli 1893                                          |
| Generalleutnant              | Ludwig von Hammerstein-Loxten  | 11. Juli 1893 bis 24. August 1896                                    |
| Generalleutnant              | Hermann von Lüdemann           | 25. August 1896 bis 7. Oktober 1898                                  |
| Generalleutnant              | Maximilian von Mützschefahl    | 08. Oktober 1898 bis 21. Mai 1900                                    |
| Generalleutnant              | Friedrich von der Boeck        | 22. Mai 1900 bis 29. Mai 1901                                        |
| Generalmajor                 | Armand von Ardenne             | 30. Mai bis 13. November 1901 (mit der Führung beauftragt)           |
| Generalmajor                 | Georg von Kalckstein           | 14. November 1901 bis 22. Mai 1902 (mit der Führung beauftragt)      |
| Generalleutnant              | Arthur von Klinckowström       | 23. Mai 1902 bis 21. Dezember 1904                                   |
| Generalleutnant              | Richard von Winterfeld         | 22. Dezember 1904 bis 19. März 1906                                  |
| Generalleutnant              | Ernst von Natzmer              | 20. März 1906 bis 3. September 1906                                  |
| Generalleutnant              | Johann von Zwehl               | 04. September 1906 bis 26. Juli 1908                                 |
| Generalleutnant              | Friedrich Sixt von Armin       | 27. Juli 1908 bis 19. März 1911                                      |
| Generalleutnant              | Hermann von François           | 20. März 1911 bis 30. September 1913                                 |
| Generalleutnant              | Kurt von dem Borne             | 01. Oktober 1913 bis 10. Februar 1917                                |
| Generalmajor                 | Rudolf von Borries             | 10. Februar 1917 bis 25. September 1918                              |
| Generalleutnant              | Peter von Kameke               | 26. September 1918 bis 19. Januar 1919                               |
| General der Infanterie       | Walter von Bergmann            | 19. Januar 1919 bis 8. Oktober 1919                                  |